# ميلوراد تربيتش
ميلوراد تربيتش (بالكرواتية: Milorad Trbić) (مواليد 22 فبراير 1958) هو عسكري من صرب البوسنة شغل منصب مُساعد قائد الأمن في لواء زفورنيك في جيش جمهورية صرب البوسنة. اتهمته المحكمة الجنائية الدولية ليوغوسلافيا السابقة بتُهمة ارتكاب إبادة جماعية لدوره في مذبحة سربرنيتسا. قُبض عليه ونُقل إلى سراييفو للمُثول أمام المحكمة العُليا في البوسنة والهرسك بنفس التهمة. وقد أُدين بتهمة الإبادة الجماعية وحُكم عليه بالسجن 30 سنة.